# Biserica de lemn din Modoia

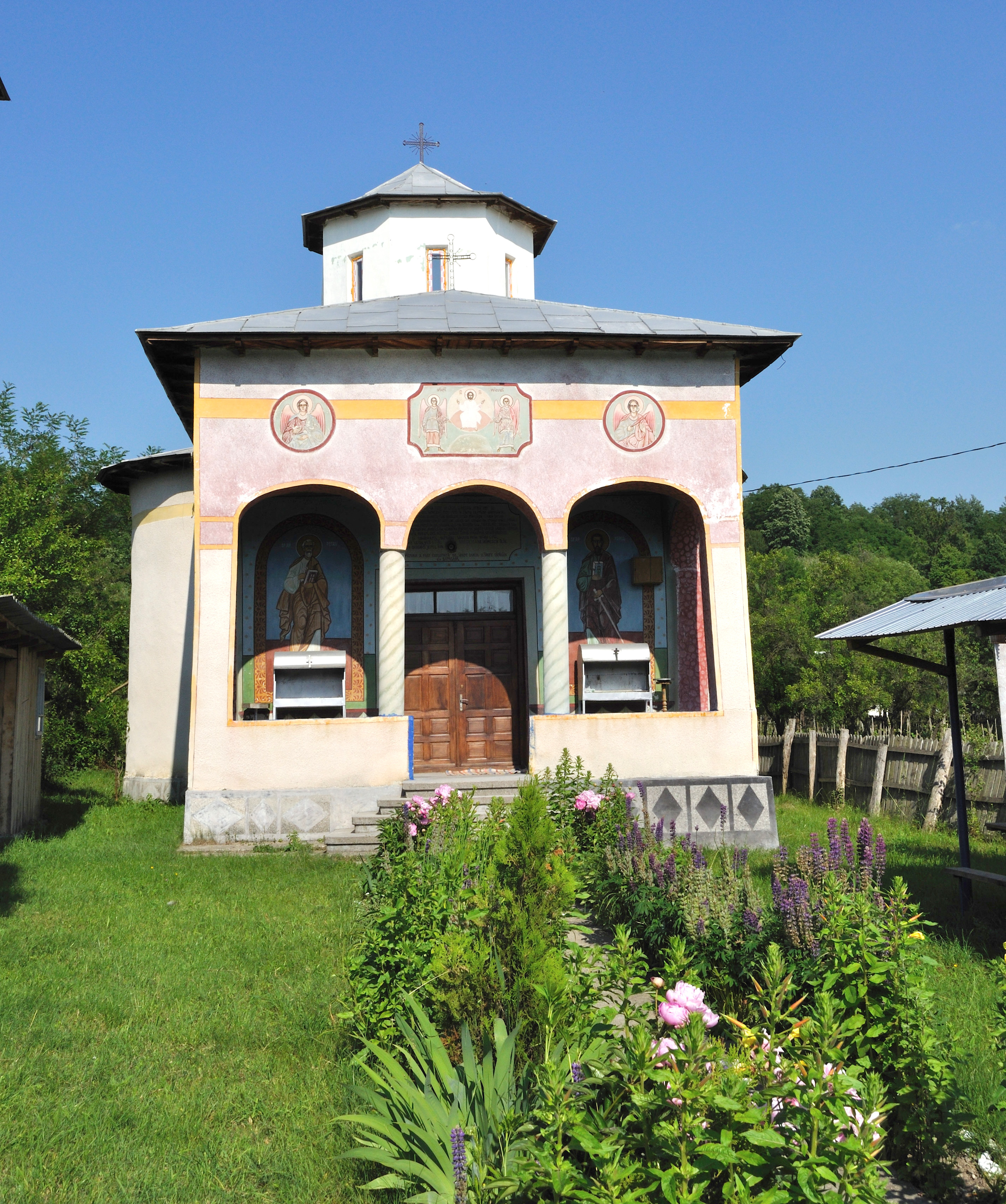
Biserica de lemn „Sfinții Arhangheli” din Modoia, judeţul Vâlcea, foto: iunie 2010.

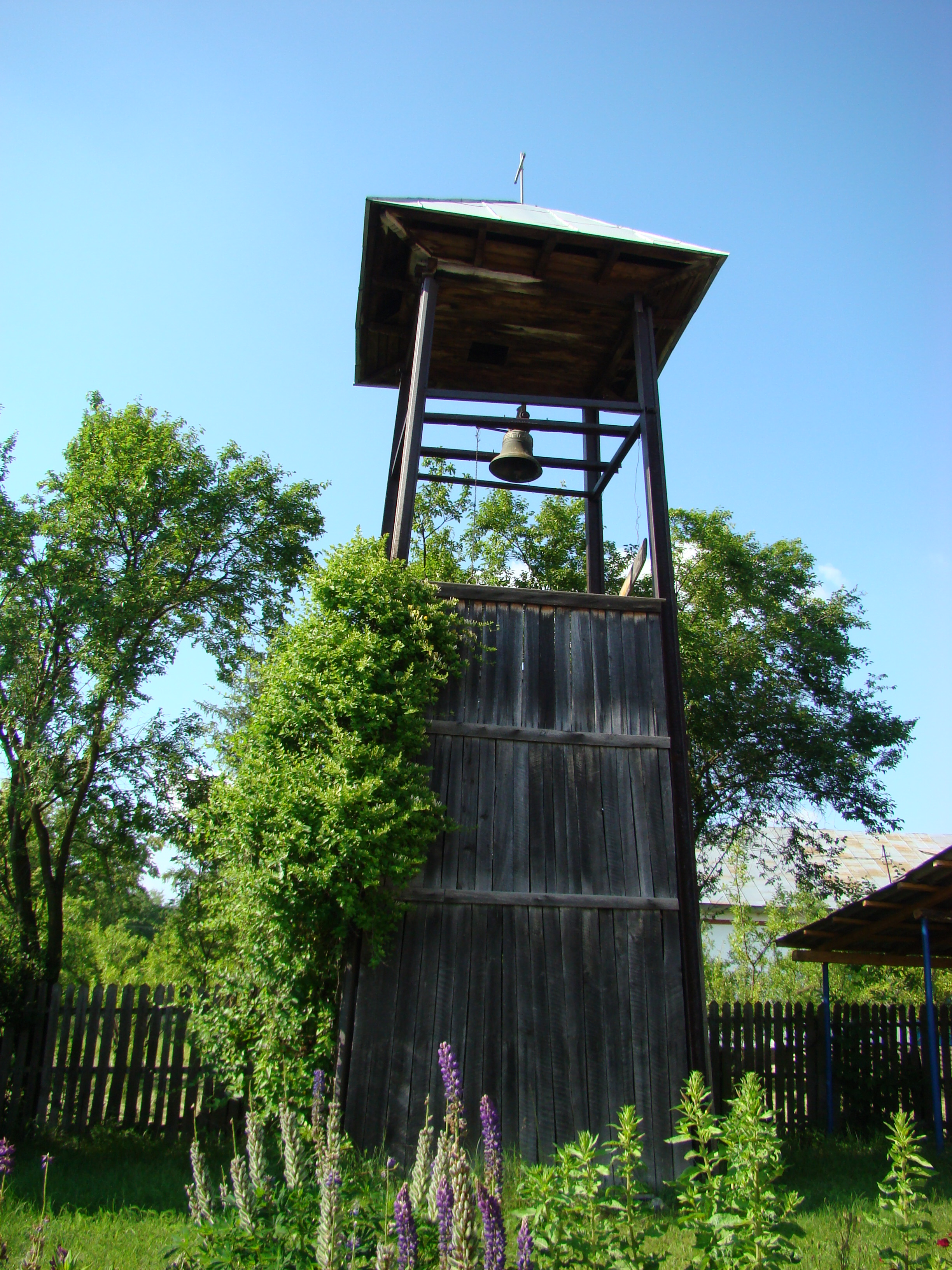
Clopotnița

Biserica de lemn din Modoia, comuna Cernișoara, județul Vâlcea, a fost construită în 1712 și refăcută în 1896. Are hramul „Sfinții Arhangheli”. Biserica se află pe noua listă a monumentelor istorice sub codul LMI:  VL-II-m-B-09829.